# Tokugawa Hidetada
Tokugawa Hidetada, född 2 maj 1579 i Hamamatsu, död 14 mars 1632, var den andra shogunen i Tokugawashongunatet och regerade mellan 1605 och 1623.
Han var son till Tokugawa Ieyasu och Lady Saigō. 
För att undvika en upprepning av vad som skett då hans föregångare Oda Nobunaga och Toyotomi Hideyoshi avlidit där deras arvingar utmanövrerades, avgick Tokugawa Ieyasu redan två år efter sitt utnämnande 1605 till förmån för sin son Tokugawa Hidetada. I verkligheten styrde Ieyasu sin son bakom kulisserna och var den egentliga makten i Shogunatet till sin död år 1616.
Hidetada följde sin fars föredöme och abdikerade till förmån för sin son 1623.